# Kallstroemia incana
Kallstroemia incana är en pockenholtsväxtart som beskrevs av Per Axel Rydberg. Kallstroemia incana ingår i släktet Kallstroemia och familjen pockenholtsväxter. Inga underarter finns listade i Catalogue of Life.